# 제6함대 (미국)
제6함대(United States Sixth Fleet)는 미국 해군의 기수 함대 중 하나이다. 2007년 시점에서는 약 40척의 함선을 가지고 주로 지중해, 대서양 동부를 담당 범위로 하고 있다.

## 개요

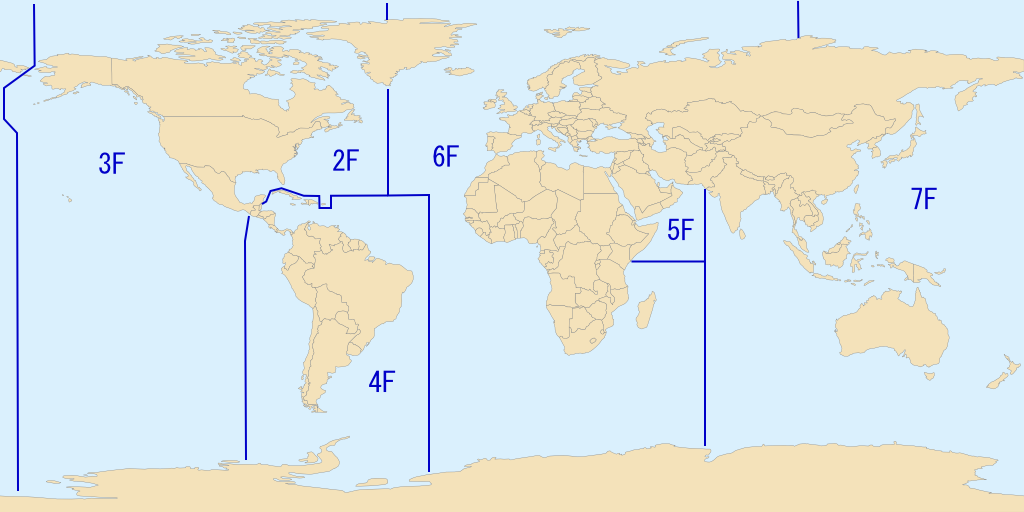
제6함대 담당 지역 (6F)

제6함대의 임무는 미국 유럽군의 일부로 지중해 지역과 대서양의 동부 절반을 경비하고, 필요한 전력을 제공 하는 것이다. 북대서양 조약기구(NATO) 부대로서의 임무도 가지고 있다.
제1차 바르바리 전쟁 이후 미국 해군은 19세기 초부터 지중해에 함선을 파견해 온 적이 있었다. 현재 제6함대로 이어진 부대는 제2차 세계 대전이 끝난 후 1946년에 해리 S. 트루먼이 소련에 대항하기 위해 동부 지중해에 ‘미주리’를 주력으로 하는 부대를 파견한 것이 시작이다. 이것은 지속적인 함선 파견으로 발전했고, 지중해 해군 부대(Naval Forces Mediterranean)라고 명명된 나폴리에 기지를 두었다. 초기의 주력은 경순양함 데이턴 (CL-105) 등이 쓰였다. 1950년 조직 개편으로 제6함대가 되었다. 냉전기에는 지중해 영역이 담당 범위였으며, NATO의 남부 방위 임무를 지고 있었다. 또한 함재기를 이용하여 흑해 방면에서 소련 본토를 공격할 구상도 갖고 있었다. 냉전이 끝난 후 대서양의 동부 절반도 분담에 포함되었다.
중동과 북아프리카, 발칸반도에서도 여러 번 실전에 투입된 적이 있다. 1958년에 발발한 레바논 내전 때는 해병대 지원을 실시했으며, 1984년에는 ‘뉴저지’가 레바논 내전에 따라 40cm 주포의 함포 사격을 한 적이 있다. 1986년에는 리비아 폭격에 참여했고, 1999년 코소보 전쟁에도 참여했다.
2007년 시점으로 기함은 ‘마운트 휘트니’(LCC-20)(모항은 이탈리아, 가에타)이며, 해군 중장이 지휘를 맡아 그 아래에 약 40척의 함선, 175대의 항공기에 약 21,000명의 스탭을 두고 있다.
2016년 3월 24일, 제64임무부대를 유럽에서의 탄도 미사일 방어(BMD) 사령부로 창설하였다. 미국 유럽 공군과 연합항공사령부를 지원하며, 이 임무를 위해 알레이버크급 이지스 이지스 구축함인 USS 카니 (DDG-64), USS 도널드 쿡 (DDG-65), USS 포터 (DDG-78), USS 로스 (DDG-71)가 배속되었다.

## 편성
제6함대는 여러 태스크 포스로 구성되어 있다. 또한, 지속적인 항공모함의 전방 배치는 이루어지고 있지 않다. 각 태스크 포스는 60번 대의 번호가 부여된 CTF(CTF : Commander, Task Force)으로 불리고 있다.
- CTF-60, 전투 부대
- CTF-63, 군수부대/유럽 해상수송군수사령부 (SEALOGEUR) (군사해상수송사령부(MSC) 소속)
- CTF-64, 전략 미사일 방어
- CTF-65,  제60구축함전대 (DESRON 60)
- CTF-67, 육상 기반 해상초계부대
- CTF-68, 유럽-아프리카 원정 임무 부대
- CTF-69, 잠수함전 부대